# 독고성 (배우)
독고성(한국 한자: 獨孤聲, 본명: 전원윤, 본명 한자: 全元潤, 1928년 4월 29일 ~ 2004년 4월 10일) 은 대한민국의 배우이다. 종교는 불교이며, 강원도 강릉에서 태어나 서라벌예술대학을 졸업하였다. 
1949년 극단 ‘신협’에 입단하였다. 서라벌예술대학에 재학 중이던 1950년에 전국 신인 남녀가수 콩쿨대회에서 1등으로 입상하여 고려레코드회사 전속가수로 자리하였다. 1955년 이강천(李康天) 감독의 「격퇴」로 영화계에 데뷔하였다.
2004년 4월 10일, 서울 한남동 순천향병원에서 76세의 나이에 숙환으로 사망했다. 한국영화계의 원로로서 그 공로를 인정받아 대종상 특별상(1979)‧영화인 유공상(1996) 등을 받았다.

## 가족
- 아들 : 독고영재 (1952년 12월 13일)
- 손자 : 독고준 (1978년 5월 29일)
- 손녀 : 전지은 (1980년 6월 26일)

## 학력
- 서라벌예술대학 연극영화학과 졸업

## 영화
- 1929년 : 암로
- 1958년 : 목포의 눈물
- 1959년 : 72호의 죄수
- 1960년 : 울려고 내가 왔던가
- 1961년 : 5인의 해병
- 1962년 : 두만강아 잘 있거라
- 1963년 : 고려장, 돌아오지 않는 해병
- 1964년 : 검은 머리
- 1965년 : 너를 노리고 있다, 상해 55번지, 인정사정 볼 것 없다, 푸른 별아래 잠들게 하라, 대석 굴암
- 1966년 : 니닐리, 대탈출, 스파이 제5전선, 제3부두 0번지, 7인의 난폭자, 8240 K.L.O, 허무한 마음, 황금의 눈
- 1967년 : 악인가, 유혹하지 마라
- 1968년 : 영, 풍운 - 임란야화
- 1969년 : 석양에 떠나가다, 팔도 사나이
- 1970년 : 나이프 장, 남대여, 너는 인정사정 보지마라, 눈물 젖은 부산항, 석양의 불청객, 암흑가의 25시, 6인의 난폭자, 위험한 남편
- 1970년 : 태양은 늙지 않는다, 홍콩의 단장잡이
- 1971년 : 황금독수리, 신도, 용검풍, 인간 사표를 내라, 인생 유학생, 명동에 흐르는 세월
- 1972년 : 남과 여
- 1973년 : 우정, 장안 명기 오백화, 집행유예
- 1974년 : 나이도 어린데, 5천도 대도망, 울지 않으리, 유관순
- 1975년 : 탈출, 김두한 2 - 협객 김두한, 조총련
- 1976년 : 사나이 악수
- 1978년 : 슬픔은 저별들에게도, 호국 팔만대장경
- 1981년 : 족보
- 1982년 : 친구여 조용히 가다오
- 1983년 : 이 한몸 돌이 되어
- 1985년 : 이브의 체험
- 1986년 : 청 블루스케치
- 1988년 : 대물
- 1992년 : 네 멋대로 해라
- 1996년 : 투 맨
- 1998년 : 까
- 2000년 : 깡패 수업 3